# 窟窿山乡
窟窿山乡，是中华人民共和国河北省承德市丰宁满族自治县下辖的一个乡镇级行政单位。位于河北省承德市丰宁满族自治县境中西部，距县城32千米。丰（宁）宝（昌）公路过境。面积274.7平方千米，人口0.42万人（2002年）。辖7个行政村。乡政府驻窟窿山村。

## 行政区划
窟窿山乡下辖以下地区：
窟窿山村、黑山嘴村、干湿沟村、王营村、五员外村、冒哈气村和高楼村。